# (2136) Jugta
(2136) Jugta (1933 OC; 1942 ED1; 1942 FO; 1970 RU) ist ein Asteroid des äußeren Hauptgürtels, der zur Eos-Familie gehört und am 24. Juli 1933 von Karl Wilhelm Reinmuth an der Landessternwarte Heidelberg-Königstuhl entdeckt wurde.

## Benennung
Der Asteroid wurde nach Jay U. Gunter (1911–1994) und seiner Veröffentlichung Tonight’s Asteroids benannt. Diese Publikation war erfolgreich darin, das Interesse der Bevölkerung an Asteroiden zu wecken und inspirierte viele Amateure und mehrere professionelle Astronomen darin, diese Objekte zu studieren. Der Name wurde von E. Fogelin vorgeschlagen.